# Fatala (rivière)

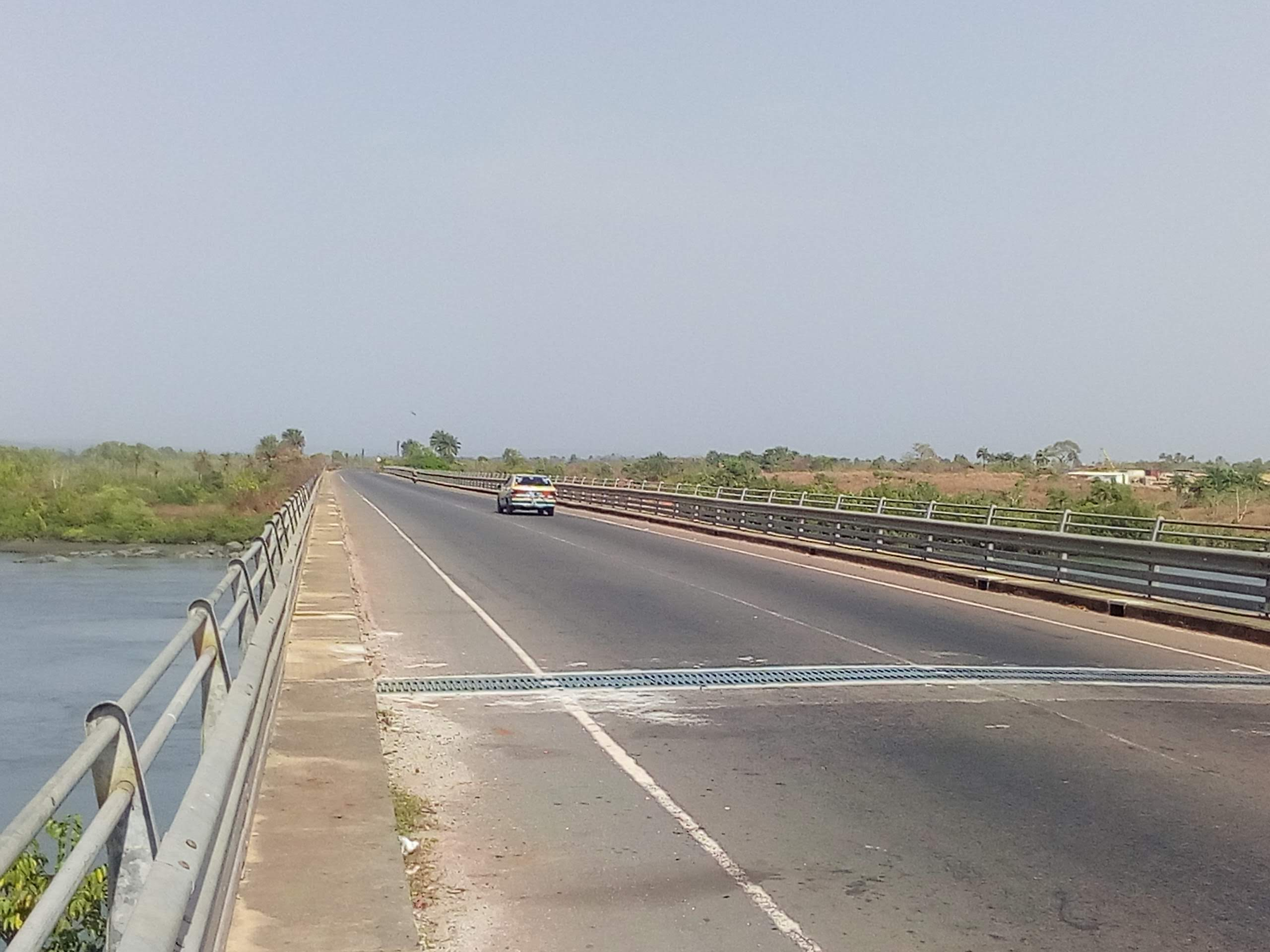
Pont sur la rivière Fatala à Boffa

La rivière Fatala est une rivière située au nord de la Basse Guinée. Son cours est de 205 km et prend sa source dans la région de Fria. Son bassin mesure 6092 km2 et traverse la préfecture de Boffa. C'est un affluent du Rio Pongo.